# Walkenriedi kolostor

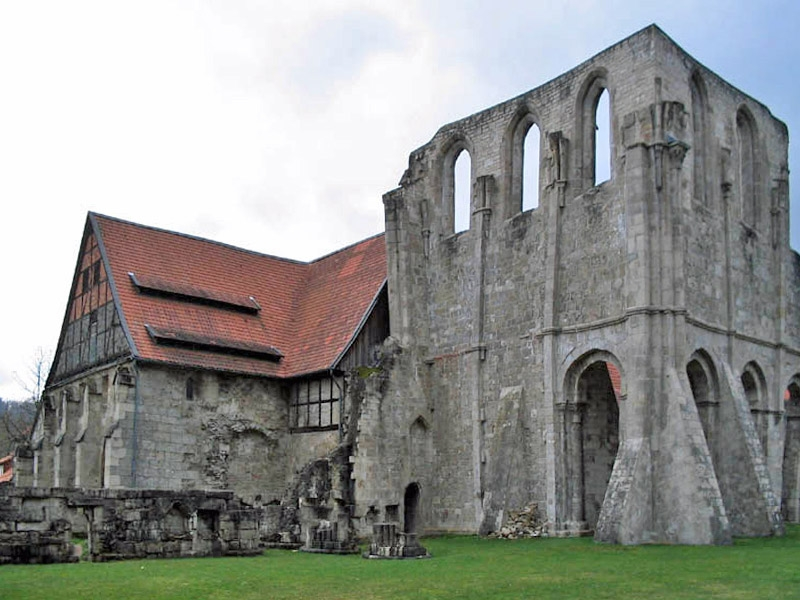
A kolostorrom

A Walkenriedi kolostor (németül: Kloster Walkenried) az egyik legnevezetesebb ciszterci kolostor volt Németországban. A templomrom és kolostor Alsó-Szászországban, Osterode közelében, Walkenriedben található.

## Története

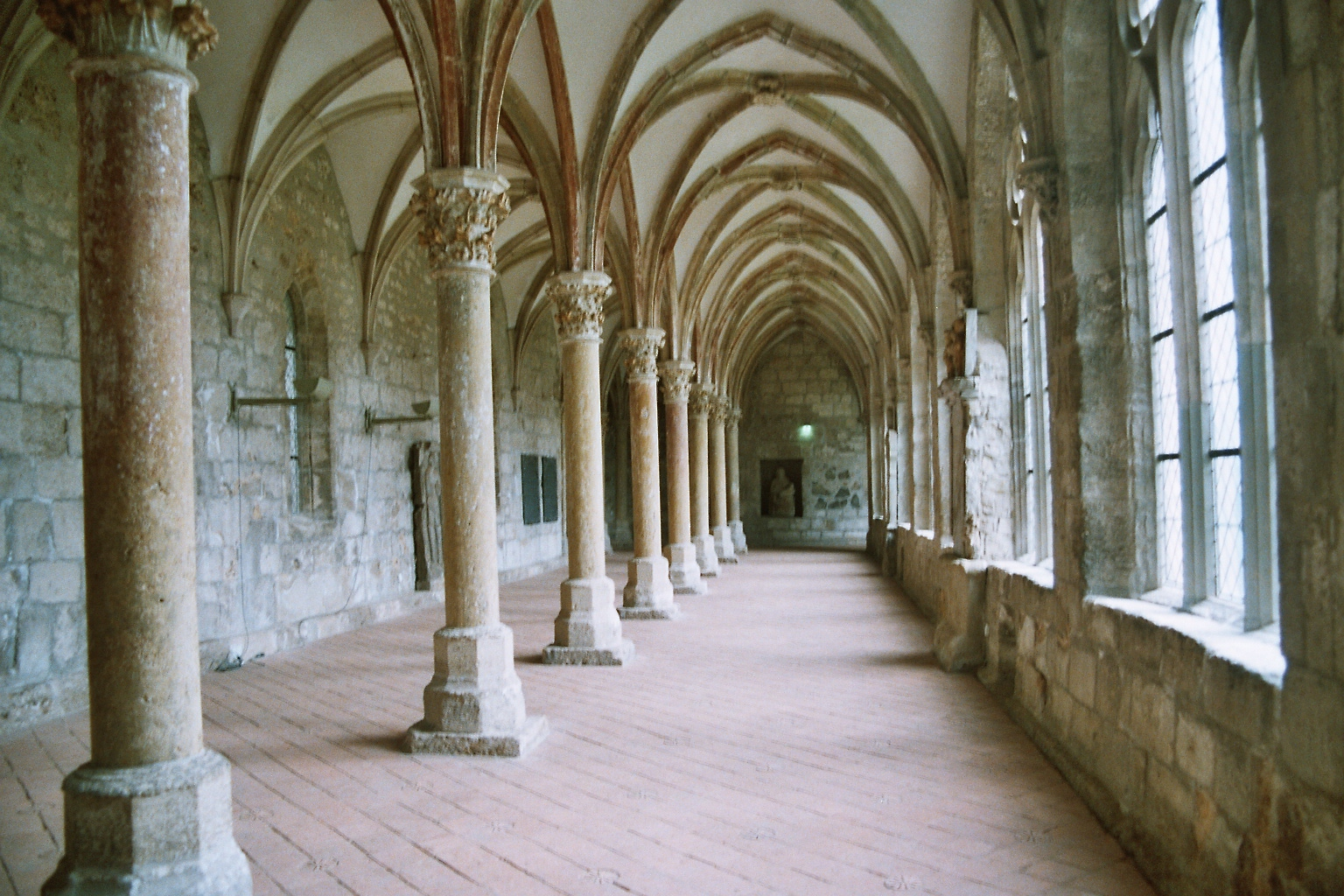
A kolostor kerengője

A kolostort Adelheid von Walkenried alapította 1127-ben a német nyelvterület harmadik ciszterci kolostoraként; az alapítást 1137 ben II. Ince pápa oklevélben erősítette meg. Az első szerzetesek a kampi ciszterci kolostorból érkeztek, a kölni érsekség területéről. Az első apát idejében (I. Henrik 1127–28), már két leánykolostort alapítottak; Pforta (1132) és Sittichenbach (1141).
Walkenried gazdagodott és nagy területek ura lett egészen a Rajnáig és Pomerániáig. A szerzetesek nagyon ügyeltek különösen az ércbányászatra és kohászatra, valamint halgazdaságokat hoztak létre.
A 15. századra a kolostor ideje leáldozóban volt, a parasztlázadások során megsemmisülés szélére került. 1525-ben húsvét környékén egy kb. 800 személyből álló csőcselék a déli Harz-hegység vidékéről a Walkenriedi kolostor ellen indult. Paulus apát (1520–36) és a többi szerzetes elmenekült, és magukkal vitték az archívumot. Az apátságot kifosztották, a templom tornyát ledöntötték.
1542-ben a kolostort újraalapították, ezúttal mint birodalmi apátságot („Reichsstift”), ami területi függetlenséget jelentett. A következő apát, VIII. János (1530–59), igen világias és extravagáns életvitellel rendelkezett; 1546-ban ő és a testvérek Luther tanaira tértek. Ernst von Hohnstein, a kolostor patrónusa halálával, az apátság a braunschweigi és lüneburgi hercegi családra szállt. A harmincéves háború idején a kolostor rövid időre (1629–31) visszatért a ciszterciekhez. A Vesztfáliai béke véget vetett a protestáns kolostor létezésének, szekularizálva lett. 1557-től 111 évig még protestáns iskola működött, ezt 1668-ban bezárták. Az iskola megszűnése után a környék lakói kőbányának használták a romokat.
A gótikus templom (épült 1210–90) az 1525-ös ostrom során eléggé megsérült; napjainkra már csak néhány falmaradvány látható. A könyvtár szintén leromboltatott, de az okiratok megmaradtak Wolfenbüttelben. Másrészt viszont a kolostor egyéb épületei átvészelték az évszázadok viharait, és jó állapotban vannak. Maga a kápolnakoszorú 1570 óta lutheránus templom. Bár már 1817-ben megtiltották a templom és kolostor anyagának elhordását, az első átfogó restaurálási munkálatok 1977-ben kezdődtek el, régészeti ásatások kíséretében. A múzeumot 2001-ben kezdték építeni, és 2006-ban nyitották meg.